# Cirdan
Círdan Brodograditelj je lik iz trilogije Gospodar prstenova.
On je vilenjak, nekadašnji gospodar Falatrima, nazvan brodograditelj zato što je njegov narod prvi plovio morem. Nakon Rata Dragulja došao je u Lindon kod Gil-galada i gospodario je Sivim lukama. Nakon što je Gil-galad poginuo, vladao je Lindonom, nositelj je vilenjačkog prstena moći Narya koga je kasnije dao Gandalfu. Nakon što su svi njegovi srodnici otišli iz Međuzemlja on je još dugo ostao u njemu, ali je naposljetku bijelim brodom otišao u Neumiruće zemlje.